# Джекі Петерс
Джекі Петерс (фр. Jacky Peeters, нар. 13 грудня 1969, Бре) — бельгійський футболіст, що грав на позиції захисника.
Виступав, зокрема, за «Генк», а також національну збірну Бельгії.

## Клубна кар'єра
У дорослому футболі дебютував 1990 року виступами за команду клубу «Оверпельт», в якій провів чотири сезони.
Своєю грою за цю команду привернув увагу представників тренерського штабу «Генка», до складу якого приєднався 1994 року. Відіграв за команду з Генка наступні чотири сезони своєї ігрової кар'єри. Більшість часу, проведеного у складі «Генка», був основним гравцем захисту команди. За підсумками сезону 1997/98 виграв з клубом Кубок Бельгії
Протягом 1998—2000 років захищав кольори німецького клубу «Армінія» (Білефельд).
Влітку 2000 року повернувся на батьківщину, уклавши контракт з «Гентом», у складі якого провів наступні чотири роки своєї кар'єри гравця. Граючи у складі «Гента» також здебільшого виходив на поле в основному складі команди.
У 2004 році він покинув команду і протягом двох наступних років виступав за команду другого дивізіону «Берінген-Гесден-Золдер».
Завершив професійну ігрову кар'єру у клубі четвертого дивізіону «Патро Ейсден», за команду якого виступав протягом 2006—2008 років.

## Виступи за збірну
4 вересня 1999 року дебютував в офіційних іграх у складі національної збірної Бельгії в легендарному матчі проти збірної Нідерландів, який закінчився з рахунком 5:5. 
У 2000 році він взяв участь в домашньому чемпіонаті Європи. На турнірі Джекі зіграв у поєдинку відкриття проти збірної Швеції, вийшовши на заміну замість Герта Вергеєна у кінці зустрічі.
Через два роки Петерс взяв участь у чемпіонаті світу 2002 року в Японії і Південній Кореї. На турнірі він зіграв у матчах проти збірних Росії, Японії та поєдинку 1/8 фіналу проти майбутніх чемпіонів збірної Бразилії. 
Незабаром після «мундіалю» він завершив кар'єру у збірній. Протягом кар'єри у національній команді, яка тривала 4 роки, провів у формі головної команди країни 17 матчів.

## Титули і досягнення
- Володар Кубка Бельгії (1):

«Генк»: 1997/98